# Abrams (priimek)
Abrams je priimek več znanih oseb:
- Albert Abrams (1863—1924), ameriški zdravnik
- Creighton Williams Abrams mlajši (1914—1974), ameriški general
- Dan Abrams, ameriški televizijski voditelj
- Gerald Abrams
- Herbert E. Abrams (1921—2003), ameriški slikar
- Jeffrey Jacob Abrams (*1966), ameriški producent in scenarist
- John Nelson Abrams (1946—2018), ameriški general
- Meyer Howard Abrams, ameriški literarni kritik
- Muhal Richard Abrams (1930–2017), ameriški slikar